# Парис, Рохелио
Рохе́лио Пари́с (исп. Rogelio París; 3 января 1936, Гавана, Куба — 28 марта 2016, там же) — кубинский режиссёр кино и телевидения, сценарист и педагог.

## Биография
В 1963 году окончил Гаванский университет. Учился также в ИКАИКе. В кино — с 1964 года («Мы – музыка»). Начинал как документалист. В 1973 году дебютировал в игровом кино («Патти Кандела»). Писал сценарии к своим картинам. Вёл преподавательскую деятельность (профессор).

## Избранная фильмография

### Режиссёр
- 1964 — Мы – музыка / Nosotros, la música
- 1965 — Люди Ренте / Los hombres de Renté
- 1967 — Позиция I /
- 1968 — Второй Туригуано /
- 1968 — Пограничник / Guardafronteras
- 1969 — Время мужчин / Tiempo de hombres
- 1970 — Свидетельство /
- 1971 — Операция «Медвежонок» /
- 1972 — Крестьянин на Эскамбрая /
- 1972 — Мы не имеем права ждать / No tenemos derecho a esperar
- 1974 — Мерседес Соса[1] / Mercedes Sosa
- 1975 — Граница — первый окоп /
- 1976 — Патти Кандела / Patty Candela
- 1976 — Битва при Хигуэ / La batalla de Jigüe
- 1977 — Шестая часть мира / (с другими режиссёрами)
- 1977 — Гранма, душа и оружие /
- 1979 — Маленький капитан /
- 1982 — Легенда / Leyenda (с Хорхе Фрагой)
- 1992 — Караван / Caravana (Куба—Ангола)
- 1999 —  / Amasando estrellas
- 2004 — Константин Коста-Гаврас[2]  / Constantin Costa-Gavras (к/м)
- 2008 —  / Kangamba

### Сценарист
- 1964 — Мы – музыка / Nosotros, la música
- 1976 — Патти Кандела / Patty Candela
- 1999 —  / Amasando estrellas